# Hylaeus extensus
Hylaeus extensus là một loài Hymenoptera trong họ Colletidae. Loài này được Cockerell mô tả khoa học năm 1916.

## Hình ảnh

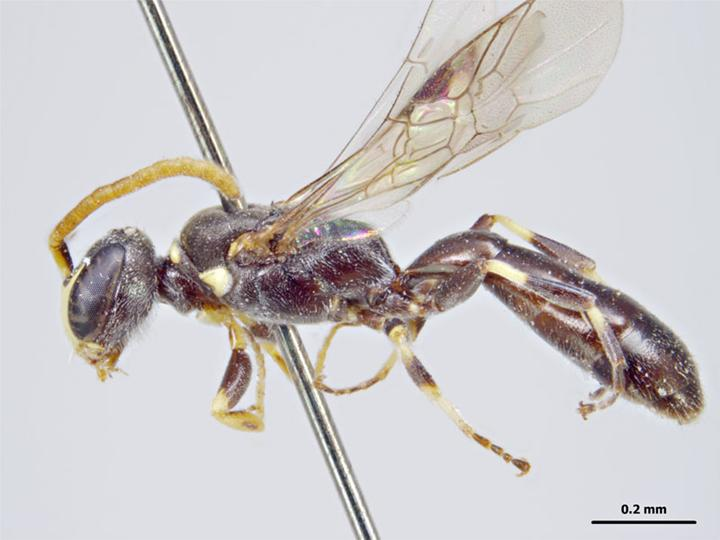